# 中田晃司
中田 晃司（なかた こうじ、1987年12月4日 - ）は、日本のラグビー選手。

## プロフィール
- 熊本県出身[1]。
- ポジションはロック(LO)、フランカー(FL)、ナンバーエイト(No8)。
- 身長 186cm、体重 100kg
- ニックネームはコージ。
- 関西代表に選ばれたことがある[2]。

## 略歴
2006年、荒尾高校卒業後、帝京大学に入る。なお荒尾高校時代、第29回高校東西対抗試合に西軍で出場した。
2010年、帝京大学卒業後、ホンダヒートに加入。同年9月11日に行われたトップウェストA第1節の中部電力戦に先発出場で公式戦初出場を果たした。
2018年、ホンダヒートを退団した。